# Lola Novaković
Lola Novaković (Belgrado, então Reino da Jugoslávia,  25 de abril de 1935 - 3 de abril de 2016) foi uma cantora da ex-Jugoslávia

## Biografia
Sua carreira musical começou em 1957. Participou no Festival Eurovisão da Canção 1962, com a canção "Ne pali svetla u sumrak ("Não liges as luzes no crepúsculo") que terminou em quarto lugar.
Em 1963, esteve no Japão durante seis meses dando concertos, programas de televisão acompanhada nas suas canções com a orquestra de Mantovani. Em 1964, ficou em primeiro lugar no festival em Itália  Roma canta. O seus discos existem apenas em coleções privadas. Retirou-se da carreira artística, cansada e decepcionada com a imprensa.
Lola Novaković alcançou grande popularidade na antiga Jugoslávia. Cantou no espetáculo Cabaret de este entonces dando tournés pela Sérvia e outros países.
Desde 2000 era membro permanente do Teatro Terazije em Belgrado, em turnê por todo o país e no exterior.
Morreu em 3 de abril de 2016.